# Wielki apetyt
Wielki apetyt (tytuł oryginalny: Oreksi i madh) – albański  film fabularny z roku 1995 w reżyserii Koço Devolego.

## Opis fabuły
Film telewizyjny. Ironiczny obraz społeczeństwa albańskiego. Restaurację Apetyt (alb. Oreks), która ma niewiele do zaoferowania swoim gościom poza rakiją i napojami gazowanymi odwiedza zagraniczny gość - Albańczyk, mieszkający od wielu lat w Ameryce, który przynosi do lokalu dużą czarną teczkę. Właściciel zabawiający się wcześniej z kelnerkami na zapleczu restauracji postanawia zrobić jak najlepsze wrażenie na gościu. Przybywający do restauracji goście są częstowani wódką na koszt właściciela i zachęcani do wspólnego tańca przy rozbrzmiewającej muzyce. Po bitwie na torty, restauracja zostaje doszczętnie zrujnowana.

## Obsada
- Koço Devole
- Vasillaq Vangjeli
- Sheri Mita
- Skënder Sallaku
- Agim Bajko
- Xhevahir Zeneli
- Veli Rada
- Vegim Xhani
- Met Bega
- Mehdi Malkaj
- Mariana Kondi
- Rita Lati
- Kujtim Shehu
- Rexhep Ustai